# Болл, Майкл (футболист)
Майкл Джон Болл (англ. Michael John Ball; родился 2 октября 1979 года) — английский футболист, левый защитник. Он играл за ряд английских клубов, шотландский и голландский клуб, сыграв более чем в 200-ах играх и один матч за сборную Англии.

## Клубная карьера

### «Эвертон» (1996—2001)
Майкл родился в Ливерпуле. Будучи школьником, он был частью молодежной системы «Ливерпуля», играя вместе с Майклом Оуэном и Стивеном Джеррардом. С 1994 по 1996 год он посещал «Национальную школу Футбольной Ассоциации» в Лиллесхолле, прежде чем присоединиться к «Эвертону». Он сыграл свой первый матч в апреле 1997 года, выйдя на замену в матче против «Тоттенхэма», а свой первый матч в стартовом составе сыграл через неделю против «Вест Хэма». Болл превратился во впечатляющего игрока, столь же умелого как в центре обороны, так и на своей основной позиции левого защитника. Его солидные выступления в «Эвертоне» привели к вызову в сборную Англии, а вернее, ее главным тренером Свеном-Ёраном Эрикссоном в товарищеском матче против Испании в феврале 2001 года. Болл позиционировался в качестве замены и дебютировал, заменив Криса Пауэлла после первого тайма.